# Gagauzové
Gagauzové nebo Gagauzští Turci (gagauzsky Gagauz Türkleri, turecky Gagavuzlar) jsou národ turkického původu, ke kterému se v současné době hlásí asi 200 000 lidí, usídlených převážně v Moldávií (oblast Budžak, region Gagauzsko), částečně na Ukrajině (Záporoží a Oděssa) nebo v Rusku (Rostov, Kabardsko-balkarská republika) a malé zastoupení lze najít i v Rumunsku, Bulharsku (oblast Dobrudža) a Řecku, ale také ve střední Asii (Kyrgyzstán, Kazachstán). Etnicky tvoří Gagauzové jednu z nejzápadnějších výsep tradičního osídlení turkického světa v Evropě, nepočítáme-li emigrantské komunity v západní Evropě, potom západněji žijí pouze polští Tataři a litevští Karaimové. Základním konfesním vyznáním Gagauzů je pravoslaví, ale v ostatních oblastech (zejm. středoasijské oblasti na některých místech přijali islám nebo protestantství (především v Moldávii – adventisté a baptisté).

## Historický vývoj Gagauzů
Do většího povědomí se Gagauzsko dostalo v první polovině 90. let, kdy zde propukl jeden z mnoha mezietnických konfliktů, který vešel do historie svým relativně mírovým průběhem i řešením. V Evropě je dnes řešení gagauzsko-moldavského sporu dáváno za vzor mezietnického soužití a dohody. Skutečnost ovšem není zdaleka tak jednoduchá.

### Původ
Přes jejich nesporný turkický původ není dodnes zcela jasné, s jakou skupinou turkických kmenů je lze spojovat. Existuje několik základních teorií, které vysvětlují jejich původ.

#### 11. století
V první se poukazuje na kmeny Tokuz Oguzů a Kumánů (známějších pod názvem Polovci), kteří v polovině 11. století obsadili jižní Ukrajinu. Plemena Tokuz Oguzů a Kumánů (Kunů) byla zřejmě spojována s označením Šärig/Sary – žlutý pro tzv. Žluté Ujgury. Ti opustili v průběhu 9. století pod tlakem Kunů, tlačených Kara-kitajskými tureckými kmeny, svá sídla v Tarimské pánvi a posunuli se na území severně od řeky Syrdarja, kde se spojili s Kypčaky a vytvořili s nimi kmenový svaz. Postupně došlo k sjednocení názvů Sary a Kun, co obojí ve staroturečtině znamená „žlutý”, „plavý”. Tento název později přijali Rusové – „Polovci”, kteří se s těmito kmeny setkali v polovině 11. století, kdy se dostali do oblasti dnešní Ukrajiny.
Polský orientalista T. Kowalski podporuje myšlenku že nejpravděpodobnější variantou je hledání jejich původu v tureckých kmenech Oguzů, které přišly do malé Asie spolu se Seldžuky. Seldžukové byli dalším z turkických kmenů, které obývaly střední Asii a jejich původ je v legendárních orchonských nápisech, jejichž kmeny nazývaly čínské prameny Tu-Kue. Nejprve byli v kmenovém společenství Turků vojenští vůdcové – tzv. Su-baši, později se osamostatnili, přijali islám a v první polovině 11. století začali expandovat do Íránu a dále na západ. Postupně si podrobili celý dnešní Írán, roku 1064 rozvrátili arménskou dynastii Bagrationovců a roku 1071 porazili v rozhodující bitvě u Malazgirtu (Manzikertu) byzantského císaře Romana IV. Diogena, čímž se Seldžukům otevřely dveře k obsazení malé Asie. Tato varianta je pravděpodobná i z hlediska jazykového – gagauzština patří do jižní skupiny turkických jazyků spolu s turečtinou, ázerbájdžánštinou a turkmenštinou.
Některé teorie uvažují i o potomcích dalších kmenů – tzv. Karakalpaků, „Kara kalpak'lar“ (černé klobouky), kteří dodnes obývají severní oblasti dnešního Uzbekistánu. Bulharští vědci je spojují s osudy tzv. Povolžských Bulgarů, turkizovaných v době Osmanské říše, kteří si však udrželi své náboženství, což není pravděpodobné z několika důvodů:
- Povolžští Bulgaři spadali do Ogurské skupiny turkiců a Osmanská říše vznikla roku 1299.
- Roku 922 bylo na příkaz bagdádského chalífy Al-Muqtadira zprostředkováno poselstvo vládnoucí elitě Volžské Bulgarie k přijetí islámu, jehož členem byl také Ibn Fadlán.
- Kmeny Proto-bulgarů byly na konci 7. století vytlačeny Chazary, přičemž část jich odešly do středního Povolží, kde udržely svůj stát až do 13. století, a část pod vedením Asparucha se usídlila v dnešním Bulharsku, kde se smísila s místními jihoslovanskými kmeny a vytvořila základ dnešních Bulharů a později přijala pravoslaví.

#### 13. století
Předchůdci Gagauzů se usadili v provincii Dobrudža když se seldžucký sultán Izz ad-Dín Kej Kaus II. (1246–1260) uchýlil před mongolským nebezpečím v této oblasti, kde ustavil nezávislý stát Oguzských Uzů s hlavním městem Karvuna (Balčik). S Kay Kacusem je snad spojen i název Gagauzů. V té době zřejmě došlo k přijetí křesťanství pod patronací Patriarchy Konstantinopolského skrze Karvunský exarchát. Toto je další problém při určení původu Gagauzů. Nejrozšířenější je názor, že název gagauz je odvozen od Kay Kacuse, avšak lze připustit i etymologii, vycházející ze slova „Kara Oguz“ (černý nebo západní Oguz), Gök Oguz (nebeský) nebo Gaga Oguz (gaga znamená v dnešní turečtině zobák). V současné době se Gagauzové přiklánějí k termínů „Gök Oguz“, proto se také nazývají spíše „Gagouz“.

## Náboženství
Pravoslavní Gagauzové spadají pod správu moskevského patriarchy, přestože byly snahy vytvoření vlastní Gagauzské církve, která by odrážela specifičnost Gagauzů jako turecké pravoslavné národnosti (v tomto směru se velmi angažoval významný gagauzský církevní hodnostář, který napsal Historii Besarabských Gagauzů – Besarabıyalı Gagauzların Tarihi).

## Rozpad SSSR

### Gagauzsko-moldavský konflikt
Když moldavská vláda prohlásila v srpnu 1989 za úřední jazyk moldavštinu, Gagauzové dali najevo svou nespokojenost a vytvořili kulturní organizaci se záměrem oživit gagauzský národ a jeho tradice. V té době se zhoršila situace na jihu Moldavska, kde Gagauzové žijí, do takové míry, že se rozhodli vyhlásit také svoji politickou nezávislost. Vláda v Kišiněvu tento krok neuznala a vyzvala obyvatele ostatních částí země, aby pomohli potlačit povstání. Konflikt naštěstí neskončil krveprolitím, jak tomu bylo jinde na území bývalého Sovětského svazu, a ozbrojené síly po dvou týdnech z oblasti odešly. Samostatně vyhlášenou Gagauzskou republiku uznal moldavský parlament oficiálně až v roce 1994.

### Současné Gagauzsko
Gagauzsko má v současné době autonomní status v rámci Moldavska (v případě změny statusu Moldavska jako státu má Gagauzsko právo na samostatnost). Dnešní Gagauzsko nemá přesně určené hranice a ani úřady v Kišiněvu nemají jasnou představu o jeho velikosti.[zdroj?]
V porovnání s ostatními částmi země je na tom Gagauzsko ještě dobře. Díky rozvíjejícím se vztahům s Tureckem se pro Gagauze zvětšily pracovní příležitosti za hranicemi, stejně jako turecké investice a pomoc této malé republice. Podařilo se dosáhnout také několika úspěchů, jedním z nich je například program na podporu zemědělských družstev a kolchozů, které byly přeměněny na akciové společnosti. Je to sice opačný trend než v ostatních částech Moldavska, kde je půda rozdělována mezi drobné rolníky, ale pomohlo to postavit zdejší zemědělství na nohy. Dalším úspěchem byly bezplatné dodávky paliva, které Gagauzsko obdrželo od Turecka, přestože celá záležitost byla značně zdlouhavá a doprovázena řadou nepříjemností. Kromě pracovních příležitostí a stipendií pro gagauzské studenty poskytla turecká vláda rovněž úvěr na dodávky vody, přispěla k vybudování univerzity a věnovala technické vybavení pro místní televizní a rozhlasovou stanici.
Z pohledu obyčejných lidí je realita v Gagauzské republice poněkud složitější. Na setkáních zástupců Moldavska a Gagauzska převládají ekonomické záležitosti a legislativa. Někteří podporují gagauzskou vládu a považují autonomii za prospěšnou jako zemědělské družstvo v Kirijetu, které by bez pomoci vlády nepřežilo katastrofální sucha v roku 2000. Ostatní zaujímají opačné stanovisko. Podle nich je vláda zkorumpovanou cháskou, která situaci v Gagauzsku ještě více zhoršuje, a tak nejlepším řešením je nechat vše při starém a doufat v lepší budoucnost. Gagauzové usilují o větší samostatnost, protože podle předsedy gagauzského lidového shromáždění Michaila Kendigelana, "žije celé Moldavsko z potu Gagauzů". V gagauzském rozpočtu prý zůstává jen 40 procent daní vybraných na jeho území.